# Rainn Wilson
Rainn Percival Dietrich Wilson (Seattle, Washington; 20 de enero de 1966), conocido como Rainn Wilson, es un actor estadounidense. Es conocido por interpretar a Dwight Schrute, en la serie The Office, y a Arthur Martin, en Six Feet Under.

## Biografía y carrera

### Primeros años
Wilson nació en Seattle, Washington, siendo hijo de Shay Cooper, una profesora de yoga y actriz, y Robert G. Wilson, un escritor y consultor. Asistió a la Kellogg Middle School y luego a la Shorecrest High School, en Shoreline, Washington. Se transfirió a la New Trier High School, donde se graduó, después de que su familia se mudara a Wilmette, Illinois para trabajar en el Centro Nacional bahaí. Wilson tiene antecedentes teatrales en Wichita, Kansas, en las universidades de Tufts y Washington, donde también ha dado clases de actuación. 
Tiene un máster en Bellas Artes por la Tish School of the Arts de la Universidad de Nueva York, y fue miembro de The Acting Company.

### Trayectoria actoral
Aparte de su papel protagónico en la versión estadounidense de The Office, Wilson ha aparecido como el excéntrico Arthur Martin, el interno en la funeraria Fisher & Diaz, en Six Feet Under, de HBO. También actuó en CSI, NUMB3RS, y Entourage, en esta última representó a un vago periodista del espectáculo, basado en Harry Knowles de Aint it cool news. Wilson participó como actor invitado en la serie Monk como un fan jugador de baseball en el episodio "Mr. Monk Goes To The Ballgame". Entre sus otros trabajos destacan: Almost Famous, America's Sweethearts, BAADASSSSS!, Galaxy Quest, House of 1000 Corpses, Sahara y The Last Mimzy.
Trabajó junto a Luke Wilson y Uma Thurman en la película Mi súper ex novia. También trabajó en la serie Charmed como un alquimista llamado Kierkan. El 24 de febrero de 2007, Wilson presentó Saturday Night Live, convirtiéndose en el segundo miembro del elenco de The Office en ser anfitrión del programa, después de Steve Carell. En 2007, obtuvo un papel en la película Juno como Rollo, el dueño de una farmacia y apareció en anuncios publicitarios para la Selección femenina de fútbol de los Estados Unidos durante la Copa Mundial Femenina de Fútbol de 2007 como el gerente de relaciones públicas "Jim Mike".
En 2008 protagonizó The Rocker, junto al joven músico Teddy Geiger y en 2009 trabajo en una serie de proyectos como Bonzai Shadowhands, en la cual fue coproductor y coguionista, Renaissance Men también como coproductor, Monsters vs. Aliens, como la voz del villano Gallaxhar y un pequeño papel en la secuela de Transformers: Transformers: la venganza de los caídos.

## Vida personal
Wilson está casado con la autora Holiday Reinhorn. Se conocieron en la universidad y se casaron en Río Kalama. La pareja tiene un hijo, Walter Mckenzie, nacido en 2004, y actualmente residen en Agoura Hills, California. Él y su familia son bahaíes.
En el programa Real Time, de Bill Maher, Wilson se auto describe como un independiente diverso, ya que vota por el Partido Verde, el Partido Republicano y el Partido Demócrata
Wilson tuvo su propio blog en un sitio web de NBC llamado "Schrute - Space", en el que escribía como su personaje Dwight.
El 3 de febrero de 2011 pidió a sus seguidores de Twitter editar su página de Wikipedia agregando que dirige una granja de llamas.
En 2018, Wilson afirmó haber adoptado un estilo de vida vegano, después de haber adoptado cerdos como mascotas.
Rainn vivió en la Costa Caribe de Nicaragua en su infancia, teniendo como mascota un loro y un perezoso.

## Filmografía

### Cine
| Año  | Título                                   | Papel                          | Notas        |
| ---- | ---------------------------------------- | ------------------------------ | ------------ |
| 1999 | Héroes fuera de órbita                   | Lahnk                          |              |
| 2000 | Casi famosos                             | David Felton                   |              |
| 2002 | La pareja del año                        | Dave O'Hanlon                  |              |
| 2002 | Full Frontal                             | Primer empleado despedido      |              |
| 2002 | Self Storage                             | Lee                            | Cortometraje |
| 2003 | House of 1000 Corpses                    | Bill Hudley                    |              |
| 2003 | How to Get the Man's Foot Outta Your Ass | Bill Harris                    |              |
| 2005 | Sahara                                   | Rudi Gunn                      |              |
| 2005 | Blue in Green                            | Doug                           |              |
| 2005 | Wheelmen                                 | Barney                         |              |
| 2005 | The Life Coach                           | Dr. Watson Newmark             |              |
| 2006 | Dominion                                 | Ángel Gabriel                  |              |
| 2006 | Mi súper ex novia                        | Vaughn Haige                   |              |
| 2007 | The Last Mimzy                           | Larry White                    |              |
| 2007 | Juno                                     | Rollo                          |              |
| 2008 | Missing Pieces                           | Brandon York                   | Cortometraje |
| 2008 | The Rocker                               | Robert "Fish" Fishman          |              |
| 2009 | Monsters vs Aliens                       | Gallaxhar                      | Voz.         |
| 2009 | Transformers: la venganza de los caídos  | Profesor Colan                 |              |
| 2010 | Hesher                                   | Paul                           |              |
| 2010 | Super                                    | Frank Darbo / The Crimson Bolt |              |
| 2010 | Peep World                               | Joel Meyerwitz                 |              |
| 2011 | Few Options                              | Primo Don                      |              |
| 2013 | The Stream                               | Ernest de adulto               |              |
| 2014 | Cooties                                  | Wade Johnson                   |              |
| 2015 | Shimmer Lake                             | Andy Sikes                     |              |
| 2015 | Uncanny                                  | Castle                         |              |
| 2015 | The Boy                                  | William Colby                  |              |
| 2017 | Smurfs: The Lost Village                 | Gargamel                       | Voz/Villano  |
| 2018 | Megalodón                                | Jack Morris                    |              |
| 2022 | Jerry & Marge Go Large                   | Bill                           |              |
| 2022 | Weird: The Al Yankovic Story             | Dr. Demento                    |              |
| 2023 | Ezra                                     | TBA                            |              |

### Televisión
| Año         | Título                                | Papel                      | Notas                                              |
| ----------- | ------------------------------------- | -------------------------- | -------------------------------------------------- |
| 1997        | One Life to Live                      | Casey Keegan               |                                                    |
| 1999        | The Expendables                       | Newman                     | Película para televisión                           |
| 2000        | Charmed                               | Kierkan                    | Episodio: "Coyote Piper"                           |
| 2000        | When Billie Beat Bobby                | Dennis Van De Meer         | Película para televisión                           |
| 2000        | Dark Angel                            | Phil                       | Episodio: "I and I Am a Camera"                    |
| 2001        | CSI: Crime Scene Investigation        | Hombre en un supermercado  | Episodio: "Strip Strangler"                        |
| 2002        | Law & Order: Special Victims Unit     | Conserje                   | Episodio: "Waste"                                  |
| 2002        | MDs                                   | John Doe                   | Episodios: "Family Secrets", "Reversal of Fortune" |
| 2003        | Monk                                  | Walker Browning            | Episodio: "Mr. Monk Goes to Ballgame"              |
| 2003 - 2005 | Six Feet Under                        | Arthur Martin              | 13 episodios                                       |
| 2005        | Numb3rs                               | Martin Grolsch             | Episodio: "Vector"                                 |
| 2005        | Entourage                             | R. J. Spencer              | Episodio: "I Love You Too"                         |
| 2005 - 2013 | The Office                            | Dwight Schrute             | Elenco principal. 201 episodios.                   |
| 2007        | Saturday Night Live                   | Anfitrión                  | Episodio: "Rainn Wilson / Arcade Fire"             |
| 2007        | Tim and Eric Nite Live!               | The Psychic                | Episodio: "1.8"                                    |
| 2008 - 2010 | Tim and Eric Awesome Show, Great Job! | Varios personajes          | 5 episodios                                        |
| 2009        | Reno 911!                             | Calvin Robin Tomlinson     | Episodio: "Digging with the Murderer"              |
| 2010        | Padre de familia                      | Dwight Schrute             | Voz. Episodio: "Excellence in Broadcasting"        |
| 2013        | La Naranja Molesta                    | Dr. Po                     | Voz. Episodio: "Orange James Orange"               |
| 2014        | Adventure Time                        | Rattleballs / Peace Master | Voz. Episodios: "Rattleballs", Nemesis"            |
| 2015        | Backstrom                             | Everett Backstrom          | 13 episodios                                       |
| 2017        | Star Trek: Discovery                  | Harry Mudd                 | 2 episodios                                        |
| 2019-2020   | Mom                                   | Trevor                     | 5 episodios                                        |

## Premios y nominaciones
| Año  | Premio                           | Categoría                             | Por            | Resultado |
| ---- | -------------------------------- | ------------------------------------- | -------------- | --------- |
| 2004 | Premios del Sindicato de Actores | Mejor reparto de televisión - Drama   | Six Feet Under | Ganadores |
| 2007 | Primetime Emmy                   | Actor de reparto - Comedia            | The Office     | Nominado  |
| 2007 | Premios del Sindicato de Actores | Mejor reparto de televisión - Comedia | The Office     | Ganadores |
| 2008 | Primetime Emmy                   | Actor de reparto - Comedia            | The Office     | Nominado  |
| 2008 | Premios del Sindicato de Actores | Mejor reparto de televisión - Comedia | The Office     | Ganadores |
| 2009 | Primetime Emmy                   | Actor de reparto - Comedia            | The Office     | Nominado  |
| 2009 | Premios del Sindicato de Actores | Mejor reparto de televisión - Comedia | The Office     | Nominados |
| 2010 | Premios del Sindicato de Actores | Mejor reparto de televisión - Comedia | The Office     | Nominados |
| 2011 | Premios del Sindicato de Actores | Mejor reparto de televisión - Comedia | The Office     | Nominados |
| 2012 | Premios del Sindicato de Actores | Mejor reparto de televisión - Comedia | The Office     | Nominados |
| 2013 | Premios del Sindicato de Actores | Mejor reparto de televisión - Comedia | The Office     | Nominados |